# Штрандман, Николай Карлович
Николай Карлович Штрандман (1835—1900) — русский военный деятель, генерал-лейтенант, комендант Царскосельского дворца.

## Биография
Родился 8 (20) июня 1835 года. Отец — Карл Густавович Штрандман.
Сестры:
- Ядвига Карловна фон Штрандман (1829—1885), фрейлина императорского двора. Была замужем за Александром Федоровичем фон дер Остен-Дризеном.
- Люция Карловна фон Штрандман (1832—1895), фрейлина императорского двора. Ее муж — Михаил Кириллович Нарышкин.
- Елена Карловна фон Штрандман (1834—1910), фрейлина императорского двора. Ее муж — Толь, Карл Карлович Толь.

Братья:
- Константин Карлович фон Штрандман (1829—1913), генерал-лейтенант. Его дочь — Екатерина Константиновна фон Штрандтман (1856—1894) вышла замуж за Александра Александровича фон дер Остен-Дризена (1852—1907), сына  Ядвиги Карловны и Александра Федоровича фон Дризена, который приходился ей двоюродным братом. Внучка — Мария Александровна фон дер Остен-Дризен вышла замуж за А.В.Развозова.
- Карл Карлович фон Штрандман (1839—1891), генерал-майор

В августе 1853 года был выпущен из Пажеского корпуса корнетом в гвардию; с 30 мая 1857 года — поручик, с 12 апреля 1859 года — штабс-ротмистр, с 23 апреля 1861 года — ротмистр, с 4 апреля 1865 года — полковник. Участвовал в кампании 1854 года и Польской кампании 1863—1864 гг. В 1865 году был назначен флигель-адъютантом Его Императорского Величества.
С 18 ноября 1869 по 30 августа 1875 года командовал 14-м уланским Ямбургским Его Королевского Высочества Принца Фридриха Вюртембергского (с 22 июля 1871 г. — 14-й уланский Ямбургский Ея Императорского Высочества Великой Княжны Марии Александровны) полком; 30 августа 1875 года был произведён в генерал-майоры с назначением в Свиту, генерал-лейтенант с 30 августа 1885 года.
С 1896 года — Царскосельский комендант.
Умер 11 (24) марта 1900 года. Похоронен на лютеранском участке Казанского кладбища в Царском Селе.

## Награды
российские
- орден Св. Анны 3-й ст. (1862)
- орден Св. Владимира 4-й ст. с мечами и бантом (1863)
- орден Св. Станислава 2-й ст. с мечами (1863; императорская корона — 1864)
- орден Св. Анны 2-й ст. (1866; императорская корона — 1868)
- орден Св. Владимира 3-й ст. (1871)
- орден Св. Станислава 1-й ст. (1879)
- орден Св. Анны 1-й ст. (1884)
- орден Св. Владимира 2-й ст. (1892)
- орден Белого Орла

иностранные
- орден Прусской короны 3-й ст. (1864)
- Орден Саксен-Эрнестинского дома, командор 2-го класса (1874)

## Семья
Жена — Прасковья Васильевна Дризен (05.10.1844—21.10.1900), урожден. Оржевская, дочь В. В. Оржевского. В первом браке была замужем за Николаем Федоровичем фон дер Остен-Дризеном (родным братом мужа Ядвиги Карловны Штрандман).
Их дети:
- Василий (1873—1963)
- Николай (1875—1963, Афон)[3]. Николай Николаевич Штрандман окончил Пажеский корпус, был камер-пажом великой княгини Марии Павловны. Полковник лейб-гвардии 4-го Императорской Фамилии стрелкового батальона, участник Русско-японской и Первой мировой войн. Награжден золотым Георгиевским оружием «За храбрость».  После революции принял️ постриг. В монашестве — Никон Карульский[4]. Поддерживал Архиерейский синод Русской православной церкви заграницей. Стал известен своими аскетическими подвигами и великим смирением.
- Константин (1881—1905), подпоручик, убит в бою на реке Хуанхэ[5].
- София

Дочь Прасковьи Васильевны от первого брака с бароном Н.Ф.Остен-Дризеном — Ольга Николаевна вышла замуж за Дмитрия Федоровича Гагмана.